# Фрізойте
Фрізойте (нім. Friesoythe) — місто в Німеччині, розташоване в землі Нижня Саксонія. Входить до складу району Клоппенбург.
Площа — 247,14 км2. Населення становить 22 612 ос. (станом на 31 грудня 2021).